# ImpiLinux
ImpiLinux was een Zuid-Afrikaanse Linuxdistributie die ernaar streefde om de eerste Linuxdistributie te zijn speciaal gericht op de Afrikaanse gebruiker.
De doelen van het project omvatten softwareaanpassing en lokalisatie voor de elf officiële Zuid-Afrikaanse talen. Naast het leveren van een opensource-softwareomgeving, lieten de ontwikkelaars van deze distributie ook zien dat Afrikanen onafhankelijk kunnen zijn in de digitale wereld.
De naam van het project verwijst naar Impikrijgers.

## Geschiedenis
De eerste versie was gebaseerd op Debian en bezat componenten uit zowel Gnoppix en Knoppix, terwijl versie 2 op geen enkele distributie gebaseerd was. De laatste versie, Impi 2005 UP2, werd uitgegeven in juni 2005. Toekomstige versies zouden gebaseerd zijn op Ubuntu, maar na 2005 werd niks meer van gehoord van ImpiLinux. In september 2005 kocht Mark Shuttleworth 65% van de aandelen voor 10 miljoen Rand (ongeveer 1 miljoen euro).